# Kongamato
Kongamato je bájný tvor údajně obývající rozsáhlé močály na hranici mezi africkými státy Angolou, Zambií a Demokratickou republikou Kongo. Podle dostupných popisů by se měl vzdáleně podobat dimorfodonovi, pravěkému ptakoještěrovi z období rané jury.

## Popis
Mělo by se jednat o létajícího tvora s netopýřími křídly o rozpětí kolem 2 metrů, dlouhým ještěrčím ocasem a hladkou kůží krvavě rudé barvy. Jeho hlava připomíná bílou barvou bezmasou lebku s prázdnými očními důlky. Oči má hluboko vpadlé, obrovská zobákovitá tlama je plná ostrých zubů. V domorodcích vyvolává samo slovo kongamato hrůzu a věří, že pouze spatřit ho znamená jistou smrt. Existence tohoto kryptida však není potvrzena.

## Pozorování
V roce 1920 se k markýzi Maurice de Chatteleuxovi při jeho pobytu v Severní Rhodésii donesla zpráva o kongamatovi. Vydal se po jeho stopách, marně. O rok později se o to pokusil etnograf Frank H. Melland (1879–1939), také neuspěl. V roce 1933 se vydal na výpravu Ivan Terence Anderson (1911–1973), ten byl v řece napaden neznámým ještěrem, přežil, protože skočil do vody. Spatřit ho měl i Čech, Jaroslav Mareš, ten si však nebyl jistý, zda skutečně viděl Kongamato.

## V kultuře
O Kongamatu často psal cestovatel Jaroslav Mareš, například v knihách Svět tajemných zvířat, Stezkami záhadných zvířat, Po záhadných stopách a dalších. Dvoudílný komiks popisující útok hejna kongamatů na skupinu poražených povstalců na útěku vyšel v 90. letech v časopise ABC.